# Club Atlético Welcome
Il Club Atlético Welcome è una società cestistica avente sede a Montevideo, in Uruguay. Fondata il 13 di ottobre di 1926, rappresenta una delle squadre più titolate d'Uruguay, avendo conquistato 9 titoli nazionali, l'ultimo nella stagione 2000-01.

## Impianti di gioco
Welcome è situato nella via Emilio Frugoni 924, a Montevideo. Allena e disputa le sue partite nel Stadio Oscar Magurno, che ha una capacità di 1500 spettatori.

## Palmarès
- Campionati nazionali: 9

1953, 1956, 1957, 1966, 1967, 1997-98, 1998-99, 1999-2000, 2000-01.

## Cestisti

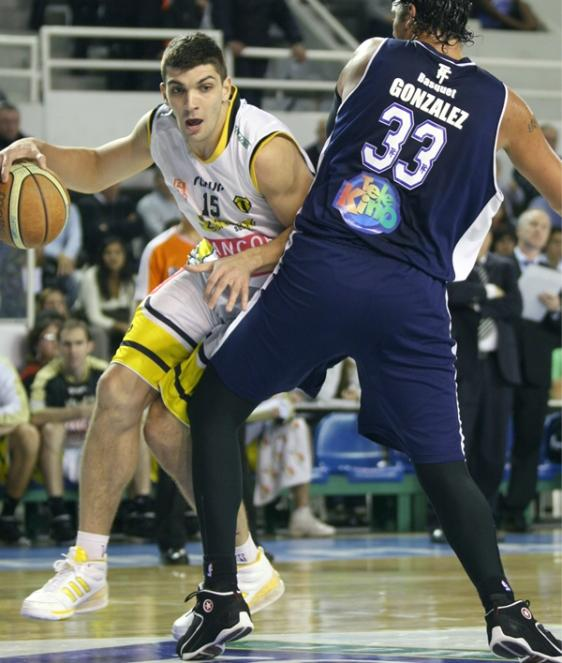
Esteban Batista

Esteban Batista: Ha iniziato la sua carriera in Welcome, ed è l'unico giocatore uruguaiano che ha giocato in NBA.

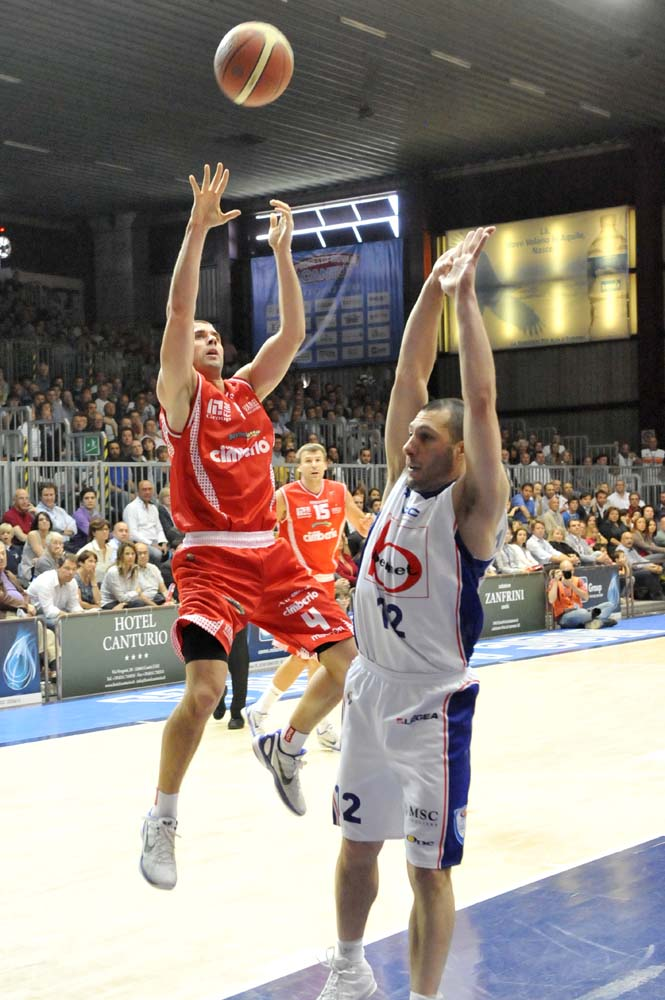
Nicolás Mazzarino

Nicolás Mazzarino: Ha vinto 4 volte il Campionato Nazionale (1997-98, 1998-99, 1999-2000, 2000-01) e ha giocato 4 volte la Liga Sudamericana con il Welcome.